# Сурава (Тамбовская область)
Сурава — село в Тамбовском районе Тамбовской области России. Административный центр Суравского сельсовета. 

## География
Сурава располагается в 45 км до районного центра — города Тамбов.	

## Население
| 2002 | 2010  |
| ---- | ----- |
| 967  | ↗1242 |

## История села
Первое упоминание о селе было в документах ревизской сказки 1782 года: «вновь переселённая деревня Дубравка, Суравка тож». Временем основания села считаются 80-е годы XVIII века. В то время из Казьмадемьяновской слободы Лысых гор в эти края переселились две семьи однодворцев.
После переселения группы людей из красного городка Лысых гор на реку Суравку в 30-40 годы XIX века, новое поселение стало называться Суравой.
Административно входило в состав Тамбовского уезда.

## История Суравской школы
Название «сурава» в переводе с мордовского означает «ручеёк»; село названо по имени реки Суравки.
В начале XX века в селе имелась земская школа.
- 1872 год — строится школа на средства сельского общества. Школа была деревянной и обучалось в ней 66 учащихся.
- 1912 год — начато строительство новой школы на народные средства.
- 1 сентября 1914 года — открытие школы. Таких школ в Тамбовском уезде было только две: Стрелецкая и Суравская.
- 1924 год — школа стала называться школой крестьянской молодёжи. В школе учились учащиеся из сёл: Черняное, Горелое, Новая Слобода и др.
- 1931 год — на школу возложена задача по подготовке счётных работников для колхозов, животноводов и полеводов. Школа была центром методической работы Тамбовского района.
- 1937 год — школа стала семилетней и продолжала подготовку кадров даже в годы Великой Отечественной войны.
- 1948 год — школа становится восьмилетней, в ней обучаются 560 учащихся.
- 1949 год — переводится в девятилетнюю.
- 1950 год — «десятилетка».

## Природа
Сурава стоит на реке Суравка. Имеется также Суравский пруд. В Суравских водах обитает окунь, налим, карась, пескарь, щука, линь.

## Статьи
- Как тебе живётся, Сурава? — Нелли Галкина, Наедине, 23 мая 2008